# Coelocyba nigrocincta
Coelocyba nigrocincta är en stekelart som beskrevs av William Harris Ashmead 1900. Coelocyba nigrocincta ingår i släktet Coelocyba och familjen puppglanssteklar. Inga underarter finns listade i Catalogue of Life.